# Australian Open 2013/Quaddoppel
Das Quaddoppel (Rollstuhl) der Australian Open 2013 war Teil der Rollstuhltenniswettbewerbe in Melbourne vom 23. bis zum 26. Januar.
Titelverteidiger waren Andrew Lapthorne und Peter Norfolk.

## Ergebnisse
Zeichenerklärung
- Q = Qualifikant
- WC = Wildcard
- LL = Lucky Loser
- ITF = qualifiziert über ITF-Ranking
- ALT = alternate (Ersatz)
- PR = Protected Ranking
- SE = Special Exempt
- r = retired (Aufgabe)
- d = Disqualifikation
- w.o. = walkover
- [ ] = Match-Tie-Break

|  | Finale |                              |   |   |  |
|  |        |                              |   |   |  |
|  | 1      | David Wagner Nick Taylor     | 6 | 6 |  |
|  | 2      | Andrew Lapthorne Anders Hard | 2 | 3 |  |
|  |        |                              |   |   |  |